# 船橋区域
船橋区域（ソンギョくいき）は、朝鮮民主主義人民共和国平壌直轄市にある行政区域の一つ。都心部の南東部にある。
なお、インドネシアや茨城朝鮮初中高級学校と友好関係にある。

## 地理
大同江の左岸にある。南西側は楽浪区域と、南は力浦区域と、東は寺洞区域と、北は東大院区域と接する。大同江を隔てて中区域と接する。

## 行政区域
21洞を管轄する。
| - 江岸一洞（カンアニルトン） - 江岸二洞（カンアニドン） - 南新一洞（ナムシニルトン） - 南新二洞（ナムシニドン） - 大興洞（テフンドン） - トゥンメ一洞（トゥンメイルトン） - トゥンメ二洞（トゥンメイドン） - トゥンメ三洞（トゥンメサムドン） - 栗谷一洞（リュルゴギルトン） - 栗谷二洞（リュルゴギドン） | - 戊辰一洞（ムジニルトン） - 戊辰二洞（ムジニドン） - 産業一洞（サノビルトン） - 産業二洞（サノビドン） - 船橋一洞（ソンギョイルトン） - 船橋二洞（ソンギョイドン） - 船橋三洞（ソンギョサムドン） - 永済洞（ヨンジェドン） - ウンメ洞（ウンメドン） - 将忠一洞（チャンチュンイルトン） - 将忠二洞（チャンチュンイドン） |

## 歴史
この節の出典
- 1946年9月 - 平安南道平壌市が平壌直轄市に昇格するとともに、東区を設置。東区に以下の里がある。(24里)
  - 大新一里・大新二里・大新三里・東大院里・東倉里・楽浪里・栗一里・栗二里・栗三里・紋繍一里・紋繍二里・船橋一里・船橋二里・船橋三里・船橋四里・松新里・新三里・新一里・新二里・梧野里・衣岩里・将進里・貞栢里・七仏里
- 1947年 - 楽浪里の一部が平安南道中和郡南串面に編入。(24里)
- 1950年 - 貞栢里・梧野里が合併し、貞梧里が発足。(23里)
- 1952年12月 - 郡面里統廃合により、東区が東区域に改称。(19里)
  - 東倉里・松新里・衣岩里が北区域に編入。
  - 将進里・貞梧里が合併し、将貞里が発足。
  - 平安南道中和郡南串面の一部が楽浪里に編入。
  - 平安南道中和郡南串面の一部が分立し、豆段里が発足。
  - 新三里が新一里・新二里に分割編入。
- 1955年2月 - 都市部の里を洞に改編。(20洞4里)
  - 紋繍二里の一部が分立し、紋新洞が発足。
  - 将貞里の一部が分立し、貞梧洞が発足。
  - 栗三里の一部が分立し、トゥンメ洞が発足。
  - 東大院里の一部が分立し、東紋洞が発足。
  - 船橋四里の一部が分立し、永済洞が発足。
  - 七仏里の一部・栗三里の残部が合併し、西浦洞が発足。
  - 船橋一里・船橋三里の各一部が合併し、江岸洞が発足。
  - 大新一里・新二里の各一部が合併し、南新洞が発足。
  - 大新二里および大新一里・大新三里・新一里・新二里・栗一里の各一部が合併し、大新洞が発足。
  - 大新一里の残部・大新三里の残部および新二里・船橋二里・船橋三里・船橋四里の各一部が合併し、大興洞が発足。
  - 東大院里・新二里の各一部が合併し、東新洞が発足。
  - 栗一里・栗二里の各一部が合併し、栗谷洞が発足。
  - 栗一里の一部が分割され、栗洞・三馬洞が発足。
  - 船橋三里の残部・船橋四里の残部が合併し、産業洞が発足。
  - 船橋一里の一部・船橋二里の残部が合併し、船橋洞が発足。
  - 船橋一里の残部・新二里の残部・新一里の一部が合併し、新里洞が発足。
  - 新一里の残部および東大院里・栗一里の各一部が合併し、新興洞が発足。
  - 栗一里の一部・栗二里の残部が合併し、将忠洞が発足。
  - 紋繍一里・紋繍二里が北区域に編入。
  - 栗一里の残部が北区域寺洞三里・松新里の各一部と合併し、北区域沼龍洞となる。
- 1956年 (20洞6里)
  - 七仏里の一部が分立し、小新里が発足。
  - 楽浪里の一部が分立し、土城里が発足。
- 1957年 (22洞6里)
  - 将貞里の一部が分立し、宋家洞が発足。
  - 貞梧洞の一部が分立し、貞栢洞が発足。
  - 平安南道中和郡三井里の一部が将貞里に編入。
  - 将貞里の一部が貞梧洞に編入。
- 1958年6月 - 東大院洞・東紋洞・栗洞・紋新洞・三馬洞が北区域に編入。(17洞6里)
- 1959年9月 - 東区域が船橋区域に改称。(18洞1里)
  - 豆段里・楽浪里・宋家洞・小新里・将貞里・貞栢洞・貞梧洞・土城里が新設の楽浪区域に編入。
  - 北区域東大院洞・紋新洞・栗洞・三馬洞を編入。
  - 北区域紋繍洞の一部が紋新洞に編入。
- 1960年10月 (11洞)
  - 大新洞・東大院洞・東新洞・栗洞・三馬洞・新里洞・新興洞および紋新洞の一部が新設の東大院区域に編入。
  - 紋新洞の残部が大同江区域東紋洞に編入。
  - 船橋洞が分割され、船橋一洞・船橋二洞が発足。
  - 西浦洞および七仏里の一部が合併し、戊辰洞が発足。
  - 永済洞の一部が産業洞に編入。
  - 産業洞の一部が江岸洞に編入。
  - 七仏里の一部がトゥンメ洞に編入。
  - 七仏里が寺洞区域に編入。
  - 寺洞区域松新里の一部が栗谷洞に編入。
- 1963年 (12洞)
  - トゥンメ洞の一部が分立し、トゥンメ一洞が発足。
  - トゥンメ洞の残部および栗谷洞・戊辰洞の各一部が合併し、トゥンメ二洞が発足。
  - 南新洞の一部が大興洞に編入。
- 1965年 (17洞)
  - 船橋一洞の一部が分立し、船橋三洞が発足。
  - トゥンメ一洞の一部が分立し、トゥンメ三洞が発足。
  - 将忠洞が分割され、将忠一洞・将忠二洞が発足。
  - 栗谷洞の一部が分立し、栗谷一洞が発足。
  - 戊辰洞の一部が分立し、戊辰一洞が発足。
  - 栗谷洞の残部・トゥンメ二洞の一部が合併し、栗谷二洞が発足。
  - 戊辰洞の残部・トゥンメ二洞の一部が合併し、戊辰二洞が発足。
- 1967年 (19洞)
  - 栗谷二洞・トゥンメ二洞の各一部が合併し、ウンメ洞が発足。
  - 南新洞が分割され、南新一洞・南新二洞が発足。
- 1972年 (21洞)
  - 江岸洞が分割され、江岸一洞・江岸二洞が発足。
  - 産業洞が分割され、産業一洞・産業二洞が発足。
  - 永済洞の一部が楽浪区域貞梧洞に編入。
  - 力浦区域将進洞の一部が戊辰一洞に編入。
  - 戊辰一洞の一部が力浦区域将進洞の一部と合併し、力浦区域将進一洞となる。

## 施設
- 金哲柱師範大学

## 交通
- 平釜線・平徳線
  - 大同江駅